# ماركوس ثورنتون (لاعب كرة سلة مواليد 1987)
ماركوس ثورنتون (بالإنجليزية: Marcus Thornton)‏ مواليد 5 يونيو 1987 في باتون روج، هو لاعب كرة سلة أمريكي بدأ مسيرته الاحترافية في سنة 2009 حيث تم اختياره من قبل فريق ميامي هيت خلال الدرافت يلعب مع فريق واشنطن ويزاردز في الرابطة الوطنية لكرة السلة ويحمل الرقم 15. يبلغ طوله 6 قدم 4 بوصة (1.9 م).

## فرق لعب لها
- نيو أورلينز بيليكانز
- سكرامنتو كينغز
- بروكلين نتس
- بوسطن سيلتكس
- فينيكس صنز
- هيوستن روكتس
- واشنطن ويزاردز

## إحصائيات المسيرة

### الموسم الاعتيادي
| السنة   | الفريق               | لعب | بدأ | دقيقة | ميداني% | ثلاثية | حرة  | ارتداد | صنع | استلاب | تصدي | نقطة |
| ------- | -------------------- | --- | --- | ----- | ------- | ------ | ---- | ------ | --- | ------ | ---- | ---- |
| 2009–10 | نيو أورلينز بيليكانز | 73  | 17  | 25.6  | .451    | .374   | .814 | 2.9    | 1.6 | .8     | .2   | 14.5 |
| 2010–11 | نيو أورلينز بيليكانز | 46  | 0   | 16.2  | .410    | .376   | .758 | 2.8    | .9  | .4     | .1   | 7.8  |
| 2010–11 | سكرامنتو كينغز       | 27  | 23  | 38.1  | .450    | .361   | .805 | 4.7    | 3.4 | 1.7    | .2   | 21.3 |
| 2011–12 | سكرامنتو كينغز       | 51  | 51  | 34.9  | .438    | .345   | .865 | 3.7    | 1.9 | 1.4    | .2   | 18.7 |
| 2012–13 | سكرامنتو كينغز       | 72  | 8   | 24.0  | .429    | .372   | .881 | 2.5    | 1.3 | .8     | .1   | 12.7 |
| 2013–14 | سكرامنتو كينغز       | 46  | 26  | 24.4  | .381    | .318   | .808 | 2.7    | 1.0 | .7     | .2   | 8.3  |
| 2013–14 | بروكلين نتس          | 26  | 1   | 23.8  | .414    | .380   | .800 | 2.8    | 1.2 | 1.0    | .1   | 12.3 |
| 2014–15 | بوسطن سيلتكس         | 39  | 0   | 16.4  | .416    | .419   | .824 | 1.9    | .9  | .5     | .2   | 8.9  |
| 2014–15 | فينيكس صنز           | 9   | 0   | 9.0   | .325    | .105   | .800 | 1.4    | .2  | .7     | .0   | 3.6  |
| 2015–16 | هيوستن روكتس         | 47  | 6   | 18.8  | .400    | .338   | .879 | 2.4    | 1.4 | .7     | .1   | 10.0 |
| 2015–16 | واشنطن ويزاردز       | 14  | 2   | 16.0  | .393    | .333   | .762 | 2.5    | 1.4 | .9     | .1   | 8.4  |
| المسيرة | المسيرة              | 450 | 134 | 23.8  | .426    | .359   | .829 | 2.8    | 1.4 | .9     | .1   | 12.3 |

### التصفيات
| السنة   | الفريق      | لعب | بدأ | دقيقة | ميداني% | ثلاثية | حرة  | ارتداد | صنع | استلاب | تصدي | نقطة |
| ------- | ----------- | --- | --- | ----- | ------- | ------ | ---- | ------ | --- | ------ | ---- | ---- |
| 2014    | بروكلين نتس | 10  | 0   | 12.4  | .389    | .238   | .667 | 1.9    | .1  | .2     | .1   | 5.9  |
| المسيرة | المسيرة     | 10  | 0   | 12.4  | .389    | .238   | .667 | 1.9    | .1  | .2     | .1   | 5.9  |

## روابط خارجية
- ماركوس ثورنتون على موقع إن بي أي (الإنجليزية)
- ماركوس ثورنتون على موقع سبورتس رفرنس (الإنجليزية)
- ماركوس ثورنتون على موقع كرة السلة الأوروبية.كوم (الإنجليزية)
- ماركوس ثورنتون على موقع إي إس بي إن.كوم (الإنجليزية)
- ماركوس ثورنتون على موقع كلية كرة السلة في سبورتس رفرنس.كوم (الإنجليزية)
- ماركوس ثورنتون على موقع ريلجم (الإنجليزية)
- ماركوس ثورنتون على موقع بروبوليرز (الإنجليزية)
- ماركوس ثورنتون على موقع سبورتس رفرنس (الإنجليزية)
- ماركوس ثورنتون على موقع سبورتس رفرنس (الإنجليزية)